# Флай (американский футбол)

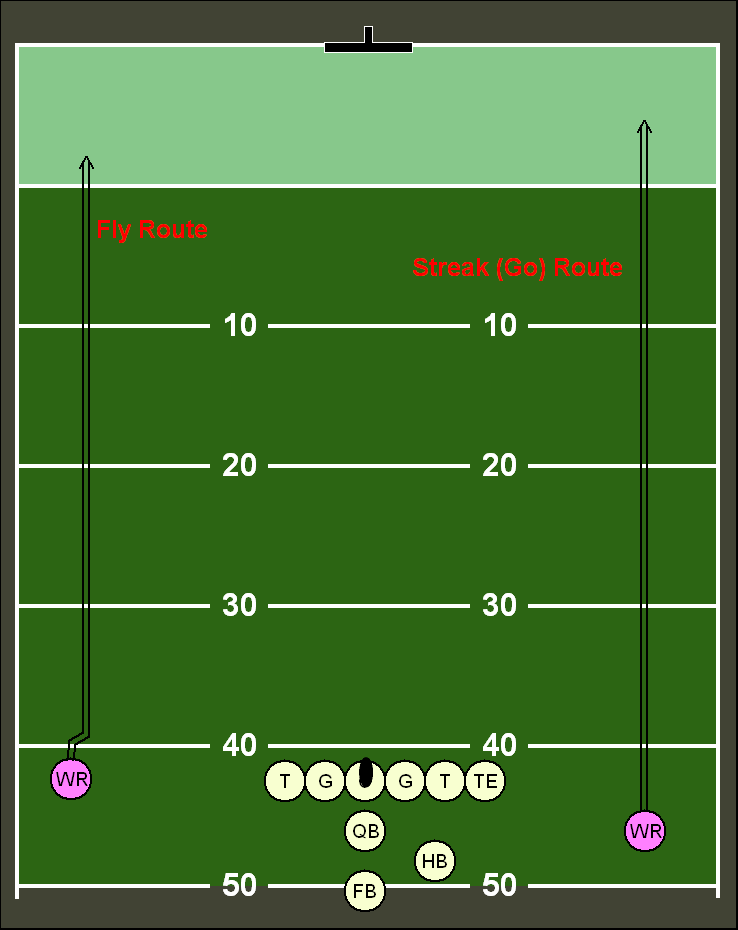
Маршрут флай — слева и стрик (гоу) — справа

Маршрут флай (англ. Fly route (полёт, муха)), также называемый маршрут стрик (англ. Streak (полоса)) или гоу (англ. Go (вперёд)), это шаблон движения ресивера (принимающего игрока) в американском футболе, когда ресивер бежит прямо «вверх» по полю в направлении зачетной зоны. Цель данного маршрута — убежать от прикрывающих игроков защиты и находясь за ними, поймать неприкрытый пас, забегая при этом в тачдаун. Как правило, данный маршрут будет бежать самый быстрый ресивер в команде или ресивер более быстрый, чем игрок защиты прикрывающий его.
Маршруты флай могут также использоваться, чтобы расчистить пространство для других ресиверов. Обычно, ресивера, бегущего маршрут флай, прикрывает корнербек защиты, играющий персонально против него, а в «самом верху» маршрута корнербеку помогает сейфти. Это может создать большую брешь в прикрытии поля и позволит другому ресиверу пробежать более короткий маршрут, но набрать много ярдов после ловли, по причине отвлечения внимания сейфти на ресивера, бежавшего маршрут флай.
Знаменитую «Хейл Мэри» играют, как правило, с участием 3-5 ресиверов, бегущих маршруты флай. Это делается для того, чтобы иметь больше шансов, что хоть один из них поймает мяч и заработает тачдаун или, по крайней мере, наберет значительное количество ярдов.